# PowerQUICC
A PowerQUICC a volt Freescale (jelenleg NXP) cég PowerPC- és Power utasításkészlet-architektúrán alapuló mikrovezérlőinek márkaneve. Egy vagy több PowerPC magra és kommunikációs vezérlőre (QUICC Engine) épülnek, amely egy speciális feladatokat ellátó, különálló RISC mag, olyan külön feladatok elvégzésére, mint például a
be- és kimenet, szinkron és aszinkron kommunikáció vezérlése, gyorsított biztonsági funkciók, hálózat és USB kezelése.
Ezeknek az alkatrészeknek nagy része beágyazott alkalmazásokra szabott egylapkás rendszer (SoC) kialakítású.
A PowerQUICC vezérlőket hálózati, autóipari, ipari, tárolási, nyomtatási és fogyasztói alkalmazásokban használják.
A Freescale PowerQUICC processzorokat használ a mobileGT platformja részeként.
A Freescale a régebbi 68k technológián alapuló QUICC mikrovezérlőket is gyárt.
A processzoroknak négy külön sorozata létezik, a kínált feldolgozási teljesítménytől függően.

## PowerQUICC I

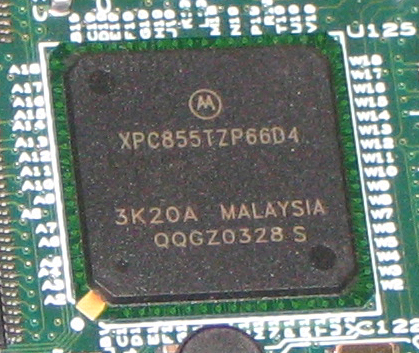
Freescale XPC855T segédprocesszor a Sun Fire V20z alaplapon

Az MPC8xx család volt a Motorola első PowerPC alapú beágyazott processzora, amelyet hálózati processzorokhoz és egylapkás rendszer eszközökhöz terveztek. A mag a PowerPC specifikáció egyedi megvalósítása. Ez egy egyszeres kibocsátású, négy fokozatú futószalagos mag, MMU-val és elágazás-előrejelző egységgel, maximális órajele 133 MHz. Az MPC821-et 1995-ben került mutatták be, az MPC860-nal és a teljes teljes QUICC motorral együtt. Karcsúsított változata az MPC850, csökkentett gyorsítótárral és be/kimeneti portokkal, 1997-ben jelent meg. A QUICC kommunikációs processzormodul (CPM) tehermentesíti a fő processzort, átvéve tőle a hálózati feladatokat, innen a család PowerQUICC elnevezése. A család összes processzora különbözik a chipen belüli funkciókban, tehát az USB, soros port, PCMCIA, ATM és Ethernet vezérlők meglétében és az L1 gyorsítótárak eltérő kapacitásában, ami 1 és 16 KiB között változhat.
Modellszámok: MPC8xx – minden PowerQUICC processzor ezt a közös elnevezési sémát használja.
- MPC821 – az első beágyazott PowerPC processzor, integrált CPM-mel, FPU nélkül és max. 50 MHz-es sebességgel
- MPC860 – az első PowerPC processzor, teljesen integrált QUICC motorral, 80 MHz-ig terjedő sebességgel
- MPC850 – olcsó, lecsupaszított MPC860, integrált USB-vel és Ethernettel; sebessége legfeljebb 50 MHz

## PowerQUICC II

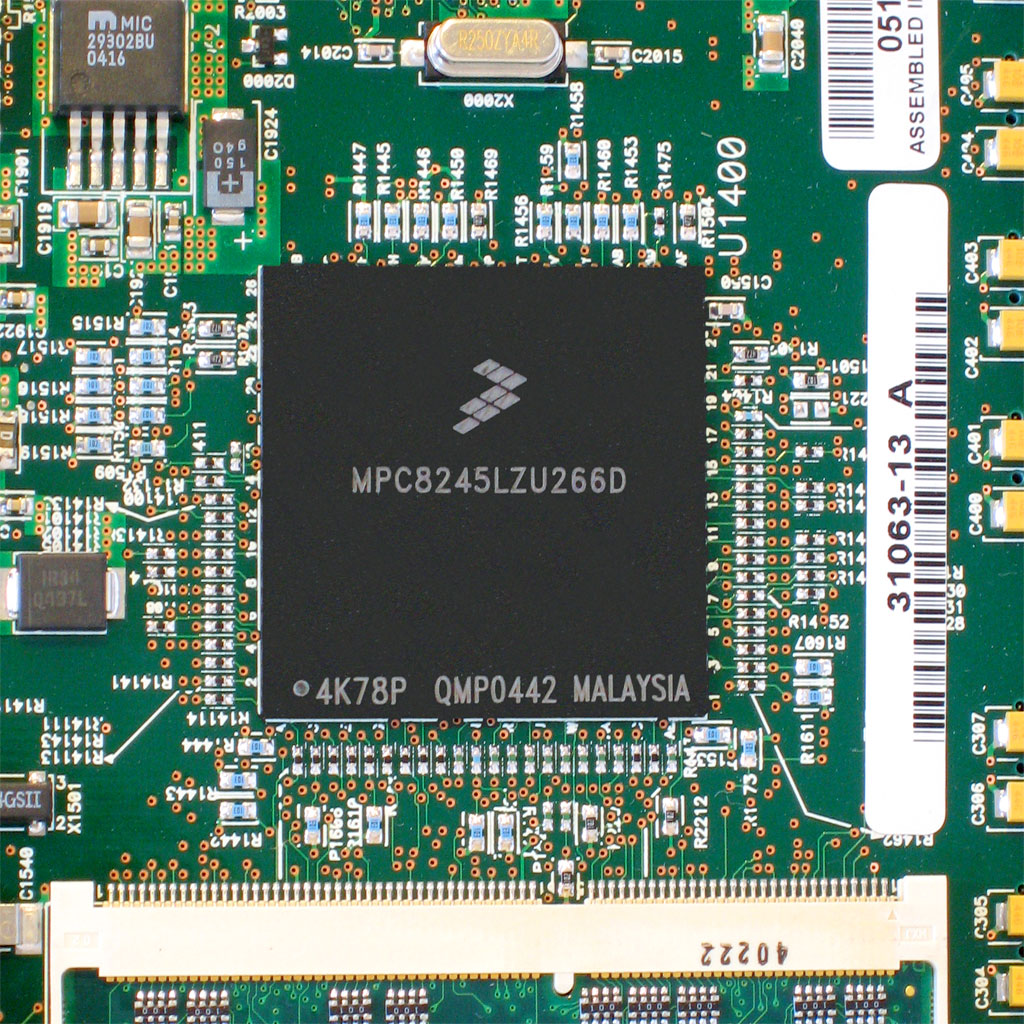
MPC8245 egy Qlogic SANbox 5200 üvegszálas kapcsolóban

A PowerQUICC II-t 1998-ban mutatták be, és a PowerPC 603e közvetlen leszármazottja. A magba épített processzort ugyancsak 603e vagy G2 néven említik.
A processzorok továbbra is 16/16 KiB-os utasítás-/adat-L1 gyorsítótárral rendelkeznek, órajelük eléri a 450 MHz-et.
Ezeket a kommunikációs processzorokat VoIP rendszerekben, távközlési kapcsolókban, mobiltelefonos bázisállomásokban és DSLAM-okban használják.
A PowerQUICC II processzorcsaládot fokozatosan kivonják a forgalomból, a nagyobb teljesítményű PowerQUICC II Pro sorozat javára. Ezt a magot nem tervezik a jövőben továbbfejleszteni.
Jelölések: MPC82xx – minden PowerQUICC II processzor ezt a közös elnevezési sémát használja.

### PowerQUICC II Pro
Ez a 2004-ben bemutatott processzor a PowerPC e300 magon alapul, amely maga egy továbbfejlesztett PowerPC 603e mag, 32/32 KiB utasítás/adat L1 gyorsítótárral. A PowerQUICC II Pro speciális hálózati feladatokhoz
használható hálózati processzor, útválasztókban, hálózati kapcsolókban,
nyomtatókban, NAS-okban, vezeték nélküli hozzáférési pontokban és DSLAM-okban alkalmazva. A PowerQUICC II Pro processzorok órajele eléri a 677 MHz-et,
és különféle egyéb beágyazott technológiát tartalmazhatnak, mint USB, PCI, Ethernet és biztonság eszközöket.
Ez a család a PowerQUICC I és PowerQUICC II sorozatban használt eredeti CPM helyett egy újabb QUICC Engine hálózati terheléscsökkentő egységet kapott.
A memóriavezérlője támogatja a DDR és DDR2 SDRAM-okat.
Jelölések: MPC83xx – minden PowerQUICC II Pro processzor ezt a közös elnevezési sémát használja. Az „E” utótag azt jelenti, hogy a processzorok beépített titkosító modullal rendelkeznek. A 834x név-sémájú eszközökből hiányzik a „QUICC Engine”, míg a 836x sémának megfelelő jelölésű eszközben megvan.
- MPC8313E[3][4]
- MPC8314E[5][6]
- MPC8315E[7][8]
- MPC8321E – belépő szintű, alacsony árú modell, az MPC8xx családról való átállás megkönnyítésére
- MPC8343E – a "Killer NIC" hálózati kártyában használják
- MPC8347E
- MPC8349E
- MPC8358E
- MPC8360E
- MPC8377E
- MPC8378E
- MPC8379E

## PowerQUICC III
A PowerQUICC III processzorok a 2003-ban bemutatott 32 bites Power ISA v.2.03 specifikációnak megfelelő magon, a PowerPC e500-on alapulnak. Ezek kétszeres kibocsátású, hét fokozatú futószalaggal rendelkező processzorok, kétszeres pontosságú FPU-kkal, 32/32 KiB adat- és utasítás L1 gyorsítótárakkal, többszörös Gigabit Ethernet, PCI és PCIe, RapidIO portokkal, DDR/DDR2 memóriavezérlőkkel és biztonsági gyorsítókkal. Órajelfrekvenciájuk 533 MHz-tól 1,5 GHz-ig terjedhet. Ezek a processzorok vállalati szintű hálózati és telekommunikációs alkalmazásokat céloznak, csúcsminőségű tárolást, nyomtatást és képfeldolgozást támogatnak. A sorozat egyes processzorai a régebbi CPM-modult használják a hálózati feldolgozás tehermentesítésére, mások az újabb QUICC Engine-t használják (ami ugyanaz, mint a PowerQUICC II Pro-ban), míg némelyik egyáltalán nem használ CPM-et vagy QUICC Engine-t. A Freescale marketingrészlege ennek ellenére a 85xx sorozat összes eszközét „PowerQUICC III” címke alatt forgalmazta.
Jelölések: MPC85xx – minden PowerQUICC III sorozatú termék ezt az elnevezési sémát használja. Az „E” utótag azt jelenti, hogy az adott processzor beépített titkosító modullal rendelkezik.
- MPC8536/35/33(E) – kommunikációs processzor e500v2 maggal
- MPC8540 – az első gyors RapidIO csatlakozási technológiát támogató gazdagép-processzor, e500v1 maggal. Két Gigabit Ethernet vezérlőt tartalmaz, útválasztókhoz ideális. Sebessége 600 MHz-tól 1 GHz-ig terjed.
- MPC8541E – hasonló a 8540-hez, e500v1 maggal, de PCI-X nélkül, RapidIO-val és biztonsági motorral.
- MPC8548/47/45/43(E) – integrált eszközcsalád, egyetlen e500v2 maggal rendelkezik, tartalmaz PCI Express-t és RapidIO-t. Az alacsonyabb számú modellek csökkentett képességekkel rendelkeznek vagy kevesebb modult tartalmaznak, mint magasabb számú társaik.
- MPC8544E – hasonló a 8548-hoz, e500v2 maggal, de költségcsökkentő 90 nm-es eljárással készül és kisebb eltérések vannak a tényleges szolgáltatáskészletben.
- MPC8555E – hasonló a 8560-hoz, e500v1 maggal, de PCI-X nélkül, RapidIO-val és biztonsági motorral.
- MPC8560 – hasonló a 8540-hez, e500v1 maggal, ez volt az első kibocsátott PQ III eszköz, a mag mellett egy CPM-et is tartalmaz.
- MPC8568/68E/67/67E – CPM helyett e500v2 maggal rendelkező QUICC Engine-t használ, a 8567 kevesebb perifériás egységgel rendelkezik.
- MPC8569E – e500v2, magfrekvenciája 1,33 GHz, 45 nm-es gyártási eljárással készült, továbbfejlesztett QUICC motor, perifériák gazdag választéka és alacsony energiaigény. (Az NXP „Megszűnt” jelöléssel listázza.)[9][10]
- MPC8572E – kettős e500v2 magot használ, max. 1,5 GHz-es frekvenciával. Csúcskategóriás alkalmazásorientált hálózati eszközökben használják, tűzfalak és víruskereső eszközök szerepében (a Kaspersky Lab-tól).
- MPC8574 és MPC8578 – 4 és 8 magos processzorok 3G és WiMAX állomásokhoz. 45 nm-es folyamattal, szilícium szigetelőn (silicon on insulator, SOI) eljárással gyártották, 2008-ban.[11]

## Közelmúlt
A PowerQUICC életciklusa (a 2010-es években) végéhez közeledik, fejlesztése megszűnik és átadja helyét a szoftverkompatibilis QorIQ platformnak, amely teljes mértékben integrálja a PowerPC e500-alapú processzorokat, egy- vagy többmagos kivitelben, akár 32 maggal. A Freescale/NXP a belátható jövőben továbbra is gyártja a PowerQUICC processzorokat a meglévő ügyfelek számára, támogatja azok karbantartását, de elősegíti a QorIQ platformra való átállást.

## Fordítás
Ez a szócikk részben vagy egészben  a   PowerQUICC című francia Wikipédia-szócikk ezen változatának fordításán alapul.  Az eredeti cikk szerkesztőit annak laptörténete sorolja fel. Ez a jelzés csupán a megfogalmazás eredetét és a szerzői jogokat jelzi, nem szolgál a cikkben szereplő információk forrásmegjelöléseként.